# Kiloo
Kiloo er en dansk software virksomhed med hovedsæde i Aarhus. Den blev grundlagt i år 2000 af den nuværende direktør Jacob Møller, med fokus på at udvikle Wireless Entertainment (trådløs underholdning) til mobiltelefoner og andre håndholdte apparater.
I 2002 vandt Kiloo Nokias Mobile Challenge i spillekategorien, med deres spil Popstar, på en Tamagotchi.

## Spil
Kiloo har udviklet spil licenseret fra brands og virksomheder som:
- Maya the Bee
- Hugo
- Happy Tree Friends[3]
- Whac-A-Mole til iPhone
- Commodore 64 til iPhone

I 2010 annoncerede Kiloo Games et nyt spil kaldt Zoonies. Spillet er under udvikling til Nintendo DSi og 3DS. Zoonies er desuden sponsoreret af New Danish Screen.
Spil udviklet af Kiloo:
- Subway Surfers
- smash champions
- Stormblades

## Media
I 2008 begyndte Kiloo at udvikle mobil applikationer. Disse omfatter:
- Issuu Mobiler[5] – et magasin til iPhone
- JookToons – animerede videocontent til iPhone
- Spil licenseret fra Wham-O[6]